# Бентанкурт, Рубен
Рубен Даниель Бентанкурт Моралес (исп. Rubén Daniel Bentancourt Morales; род. 2 марта 1993, Сальто) — уругвайский футболист, нападающий аргентинского клуба «Архентинос Хуниорс».

## Биография
В 2011 году Рубен Бентанкурт перешёл из уругвайского клуба «Данубио» в нидерландскую команду ПСВ, за переход нападающего было заплачено 600 000 евро. Контракт был заключен на четыре года, и Рубен стал первым уругвайцем в ПСВ за всю историю клуба. Долгое время молодой уругваец не имел игрового времени и хотел покинуть голландскую команду, он хотел уехать в Италию, где им интересовались. Первый свой матч на профессиональном уровне Бентанкурт сыграл 19 августа 2013 года в составе второй команды «Йонг ПСВ» в Первом дивизионе Нидерландов Эрстедивизи против команды «Осс». В итоге в первой половине сезона 2013/14 Рубен сыграл в 19 матчах за «Йонг ПСВ», в которых забил 1 гол.
В январе 2014 года Рубен покинул нидерландский ПСВ и перебрался в итальянскую команду «Аталанта».
Рубен Бентанкурт в составе молодёжной сборной Уругвая выиграл бронзовые медали чемпионата Южной Америки 2013 и серебряные медали чемпионата мира 2013.

## Клубная статистика
| Выступление      | Выступление      | Выступление      | Лига | Лига | Кубок страны | Кубок страны | Кубок лиги | Кубок лиги | Еврокубки | Еврокубки | Итого | Итого |
| Клуб             | Лига             | Сезон            | Игры | Голы | Игры         | Голы         | Игры       | Голы       | Игры      | Голы      | Игры  | Голы  |
| ---------------- | ---------------- | ---------------- | ---- | ---- | ------------ | ------------ | ---------- | ---------- | --------- | --------- | ----- | ----- |
| Аталанта         | Серия A          | 2013/14          | 0    | 0    | 0            | 0            | 0          | 0          | 0         | 0         | 0     | 0     |
| Аталанта         | Итого            | Итого            | 0    | 0    | 0            | 0            | 0          | 0          | 0         | 0         | 0     | 0     |
| Всего за карьеру | Всего за карьеру | Всего за карьеру | 0    | 0    | 0            | 0            | 0          | 0          | 0         | 0         | 0     | 0     |

## Титулы и достижения
- Чемпион Уругвая (1): 2021
- Вице-чемпион мира среди молодёжи (1): 2013